# Nightmare (album)
Nightmare är det femte albumet av bandet Avenged Sevenfold, utgivet juli 2010. 

## Låtlista
1. "Nightmare" - 6:14
2. "Welcome to the Family" - 4:06
3. "Danger Line" - 5:28
4. "Buried Alive" - 6:44
5. "Natural Born Killer" - 5:15
6. "So Far Away" - 5:27
7. "God Hates Us" - 5:19
8. "Victim" - 7:30
9. "Tonight the World Dies" - 4:41
10. "Fiction" - 5:13
11. "Save Me" - 10:56